# Ampleforth College

Ampleforth College, em Yorkshire, é o maior internato particular católico no Reino Unido, sendo ocasionalmente referido como a "Eton Católica". Foi aberto pela primeira vez em 1802, pelos monges beneditinos da Abadia de Ampleforth.